# Matita per le sopracciglia
La matita per le sopracciglia è un cosmetico, in forma di matita, utilizzato per colorare, ridisegnare l'arcata sopraccigliare, o avere un effetto coprente laddove le sopracciglia sono più rade.
Si distingue dalla matita per gli occhi per una maggiore compattezza nell'applicazione, ed una maggiore durezza, che permette di non creare "sbavature". Normalmente si utilizza una matita di colore più chiaro di quello naturale dei peli, e si applica seguendo la loro naturale inclinazione e dimensione.

## Procedura
La parte sulla quale si deve applicare la matita deve essere completamente pulita, in modo che il colore e soprattutto la forma vengano resi in modo giusto e senza imperfezioni.
Oltre alla matita, se le sopracciglia sono molto sottili o chiare, si potrebbe usare il mascara, in modo da renderle più visibili.